# Гудвин, Гарольд (американский актёр)
Га́рольд Гу́двин (англ. Harold Goodwin; 1 декабря 1902, Пеория, Иллинойс — 12 июля 1987, Вудленд-Хиллз, Калифорния) — американский киноактёр, снялся в более чем 200 фильмах.

## Биография
Родился в Пеории, штат Иллинойс, Гудвин начал свою кинокарьеру в 1915 году ещё в подростковом возрасте в фильме «Тайное бегство Майка». Он также снимался в кинокомедии «Колледж» (1927) Бастера Китона. Гудвин добился роли в другом фильме Китона «Кинооператор» (1928), в котором он снялся вместе с Бастером Китоном и Марселин Дэй. В 1930 году он снялся в фильме «На западном фронте без перемен» (1930) в роли Детеринга.
В последние годы жизни, Гудвин преимущественно снимался в вестернах и часто работал каскадером для киностудий. Последней лентой Гудвина был малобюджетный фильм ужасов «Парень, который рассказывал об оборотне» (1973).
Гарольд Гудвин умер в Вудленд-Хиллз, Калифорния, США в 1987 году.

## Избранная фильмография
- 1919 — Сердце холмов — молодой Джейсон Гонейсатт
- 1920 — Мыльная пена — Бенджамин Пиллсбери Джонс
- 1927 — Колледж — конкурент
- 1928 — Кинооператор
- 1929 — Божественная леди
- 1932 — Симфония шести миллионов
- 1932 — Безумное кино — Миллер
- 1935 — Приговорённый к жизни — селянин (в титрах не указан)
- 1959 — Мумия — Пэт